# Hybosa
Hybosa là một chi bọ cánh cứng trong họ Chrysomelidae.
Chi này được miêu tả khoa học năm 1842 bởi Duponchel in D'Orbigny.

## Các loài
Chi này gồm các loài:
- Hybosa gibbera Boheman, 1855